# Камень (Кольський повіт)
Камень (пол. Kamień) — село в Польщі, у гміні Коло Кольського повіту Великопольського воєводства.
Населення — 186 осіб (2011).
У 1975—1998 роках село належало до Конінського воєводства.

## Демографія
Демографічна структура станом на 31 березня 2011 року:
|          | Загалом | Допрацездатний вік | Працездатний вік | Постпрацездатний вік |
| -------- | ------- | ------------------ | ---------------- | -------------------- |
| Чоловіки | 100     | 22                 | 66               | 12                   |
| Жінки    | 86      | 22                 | 44               | 20                   |
| Разом    | 186     | 44                 | 110              | 32                   |